# Angela Raguz
Angela Raguz (13 de mayo de 1973) es una deportista australiana que compitió en judo. Ganó tres medallas en el Campeonato de Oceanía de Judo entre los años 1996 y 2000.

## Palmarés internacional
| Campeonato de Oceanía | Campeonato de Oceanía      | Campeonato de Oceanía | Campeonato de Oceanía |
| Año                   | Lugar                      | Medalla               | Categoría             |
| --------------------- | -------------------------- | --------------------- | --------------------- |
| 1996                  | Wellington (Nueva Zelanda) | Medalla de plata      | –52 kg                |
| 1998                  | Apia (Samoa)               | Medalla de oro        | –52 kg                |
| 2000                  | Sídney (Australia)         | Medalla de oro        | –52 kg                |